# Prosper Boulanger
Pour les articles homonymes, voir Boulanger (homonymie).
Prosper Boulanger (17 novembre 1918 - 5 décembre 2002) fut un homme d'affaires et un homme politique fédéral du Québec.

## Biographie
Né à Saint-Eugène-de-L'Islet dans la région de Chaudière-Appalaches, Prosper Boulanger fait un passage dans l'Aviation royale du Canada de 1939 à 1946, avant de devenir échevin au conseil municipal de la ville de Montréal. Élu député libéral de la circonscription Mercier lors des élections de 1962, il sera réélu en 1963, 1965, 1968, 1972 et en 1974. Il ne se représenta pas en 1979 permettant à la future sénatrice Céline Hervieux-Payette de faire son entrée à la Chambre des communes du Canada.
Il décède à l'âge de 84 ans.